# 世界体操祭
世界体操祭（せかいたいそうさい）は、世界最大の体操イベントである。オリンピック同様4年に1度開催される。しかしメダルを争う競技ではない。体操祭では100人から1000人でグループを作り演技を行う。世界各国より人種・民族、大人・子供、年齢、性別などの壁を超えて集う。体操祭で披露する演技は「Mass Routines」と呼ばれる。

## 開催地
| 回 | 年月日           | 開催都市           | 開催国         |
| -- | ---------------- | ------------------ | -------------- |
| 1  | 1953年           | ロッテルダム       | オランダ       |
| 2  | 1957年           | ザグレブ           | ユーゴスラビア |
| 3  | 1961年7月26-30日 | シュトゥットガルト | 西ドイツ       |
| 4  | 1965年7月20-24日 | ウィーン           | オーストリア   |
| 5  | 1969年7月2-6日   | バーゼル           | スイス         |
| 6  | 1975年7月1-5日   | 西ベルリン         | 西ドイツ       |
| 7  | 1982年7月13-17日 | チューリッヒ       | スイス         |
| 8  | 1987年7月7-11日  | ヘアニング         | デンマーク     |
| 9  | 1991年7月15-20日 | アムステルダム     | オランダ       |
| 10 | 1995年7月9-15日  | ベルリン           | ドイツ         |
| 11 | 1999年7月2-10日  | ヨーテボリ         | スウェーデン   |
| 12 | 2003年7月20-26日 | リスボン           | ポルトガル     |
| 13 | 2007年7月8-14日  | ドルンビルン       | オーストリア   |
| 14 | 2011年7月10-16日 | ローザンヌ         | スイス         |
| 15 | 2015年           | ヘルシンキ         | フィンランド   |
| 16 | 2019年           | ドルンビルン       | オーストリア   |